# Aranuka
För andra betydelser, se Aranuka (olika betydelser).
Aranuka eller Aranukaatollen (även Nonouki, tidigare Henderville Island) är en ö i Mikronesien som tillhör Kiribati i Stilla havet.

## Geografi
Aranuka är en atoll bland Gilbertöarna och ligger cirka 250 kilometer sydöst om huvudön Tarawa nästan på ekvatorn. 
Ön är en korallatoll och har en areal om ca 15,5 km² med en landmassa på ca 12,8 km². Atollen är nästan triangelformad och har två, för en korallatoll ovanligt stora, öar. Öarna är Buariki i öst och Takaeang i väst och de förbinds av sandbankar i norr och ett korallrev i söder. Den högsta höjden är på endast några m ö.h.
Befolkningen uppgår till ca 1.100 invånare fördelade på huvudorten Buariki med ca 500 invånare och övriga orter Baurua och Takaeang.
Aranuka har en liten flygplats Aranuka Airport på Buarikis norra del (flygplatskod "AAK") för lokalt flyg.

## Historia
Ön upptäcktes 1788 av brittiske kapten John Marshall.
1820 namngav estnisk/ryske Adam Johann von Krusenstern öarna îles Gilbert och Gilbertöarna blev tillsammans med Elliceöarna slutligen ett brittiskt protektorat 1892. I januari 1915 blev området en egen koloni.
Under andra världskriget ockuperades ön från augusti 1942 till november 1943 av Japan för att sedan återgå under brittisk överhöget.
Den sista drabbningen under Slaget om Tarawa utspelades den 26 november på Aranuka då 156 japanska soldater stred till sista man.
1971 erhåller Gilbertöarna autonomi och blir i juli 1979 en självständig nation under namnet Kiribati.